# 1746
1746 (MDCCXLVI) var ett normalår som började en lördag i den gregorianska kalendern och ett normalår som började en onsdag i den julianska kalendern.

## Händelser

### Januari
- 14 januari – Göteborg härjas av en eldsvåda.[1]

### Augusti
- 6 augusti – Vid Kristian VI:s död efterträds han som kung av Danmark och Norge av sin son Fredrik V.

### November
- November – Ryske ministern von Korff ger Adolf Fredrik en tillrättavisning för hans förbindelser med hattpartiet.

### December
- 9 december – Carl Gustaf Tessin efterträder Carl Gyllenborg som Sveriges kanslipresident.[2]

### Okänt datum
- Det ryska inflytandet i Sverige kulminerar. Förhandlingar med främmande makter, vilka är misshagliga för Ryssland, avbryts.
- Den ryska kejsarinnan Elisabet utsätter Adolf Fredrik för påtryckningar. Därför antar ständerna den nationella förklaringen, där man skall försvara honom med "liv, blod och egendom".
- Man påbörjar en militär upprustning i Sverige, varvid fästningsbyggen påbörjas i Kristianstad, Landskrona och Slite.
- Den svenske nationalekonomen Anders Berch ger ut sitt ekonomiska alster Sätt, at genom politisk arithmestica utröna länders och rikens hushållning. Boken räknas som ett av 1700-talets viktigaste verk inom ekonomi.
- Krigskollegium utfärdar ett dekret om att så kallade salpeterlador skall anläggas i Sverige, för konstgjord framställning av salpeter, vilket behövs för krutframställning till försvaret.

## Födda
- 6 januari – Paul Brigham, amerikansk politiker, guvernör i Vermont 1797.
- 12 januari – Johann Heinrich Pestalozzi, schweizisk pedagog och författare.
- 24 januari – Gustav III, kung av Sverige 1771–1792.
- 31 januari – Pehr Hörberg, svensk konstnär och målare.
- 24 februari – Uno von Troil, svensk ärkebiskop 1786–1803.
- 30 mars – Francisco de Goya, spansk konstnär.
- 26 april – John Patten, amerikansk politiker.
- 7 maj – Olympe de Gouges, fransk författare och politisk aktivist.
- 9 maj – Theodore Sedgwick, amerikansk politiker.
- 10 maj – Gaspard Monge, fransk matematiker.
- 3 juli – Sofia Magdalena av Danmark, drottning av Sverige 1771–1792, gift med Gustav III.
- 16 juli – Giuseppe Piazzi, italiensk astronom.
- 27 juli – Jacob Axelsson Lindblom, svensk ärkebiskop 1805–1819.
- 6 augusti - Louise du Pierry, fransk astronom.
- 24 oktober – Eric Ruuth, svensk greve, finansminister, generalguvernör och företagare, grundare av Höganäsbolaget.

## Avlidna
- 18 mars – Anna Leopoldovna, rysk regent.
- 20 mars – Nicolas de Largillière, fransk konstnär.
- 14 juni – Colin Maclaurin, skotsk matematiker.
- 6 augusti – Kristian VI, kung av Danmark och Norge sedan 1730.
- 9 december – Carl Gyllenborg, svensk greve, diplomat, ämbetsman, politiker och författare samt kanslipresident 1739–1746

### Fotnoter
1. ↑  ”Värmlands brandhistoriska klubb”. Arkiverad från originalet den 12 oktober 2011. https://www.webcitation.org/62NB7kO36?url=http://www.brandhistoriska.org/olyckor_se.html. Läst 25 mars 2011.
2. ↑  ”- World Statesmen”. http://www.worldstatesmen.org/Sweden.html.